# Ernest-Théodore Valentin Deschamps
Pour les articles homonymes, voir Deschamps.
Ernest-Théodore Valentin Deschamps dit l'abbé Deschamps né le 1er avril 1868 à Villiers-sur-Tholon (Yonne), mort le 1er décembre 1949 à Auxerre, est un prélat français, fondateur de l'association pour la jeunesse auxerroise connue pour son club de football : l'AJ Auxerre. Le stade de football d'Auxerre porte son nom.

## Biographie
Fils de Théodore Deschamps et d'Aline Isménée Trollé, Ernest-Théodore Deschamps est né à Villiers-sur-Tholon à 20 km au nord-ouest d'Auxerre, où son père, radical-socialiste anticlérical, exerce la profession de boucher. Bien que celui-ci soit peu porté sur les questions religieuses, Ernest-Théodore est baptisé le 19 avril 1868 en l'église de son village natal. De même, il reçoit la première communion en 1880, toujours dans l'église de Villiers-sur-Tholon.

### Vers le notariat
Après des études au collège d'Auxerre, le futur abbé obtient le baccalauréat de philosophie en 1887. La même année, il contribue à fonder le patronage paroissial Saint Joseph d'Auxerre dont il devient premier président. Diplôme en poche, Ernest Deschamps choisit son orientation professionnelle et devient clerc de notaire dans l'étude de Maître Guimard à Auxerre en qualité de troisième clerc puis de second clerc chez Maître Frété à Joigny en 1890.
En 1892 il s'expatrie comme premier clerc dans l'étude de Maître Boutfol notaire à Argenteuil près de Paris. Il participe alors largement à la vie du patronage local, la Saint-Georges d'Argenteuil dont il assure la vice-présidence. Il fait alors profiter la Saint Joseph d'Auxerre de l'expérience de son nouveau patronage dont les statuts et le fonctionnement sont cités en exemple par le Bulletin des patronages et mûrit sa vocation dans l'exil.

### L'abbé Deschamps

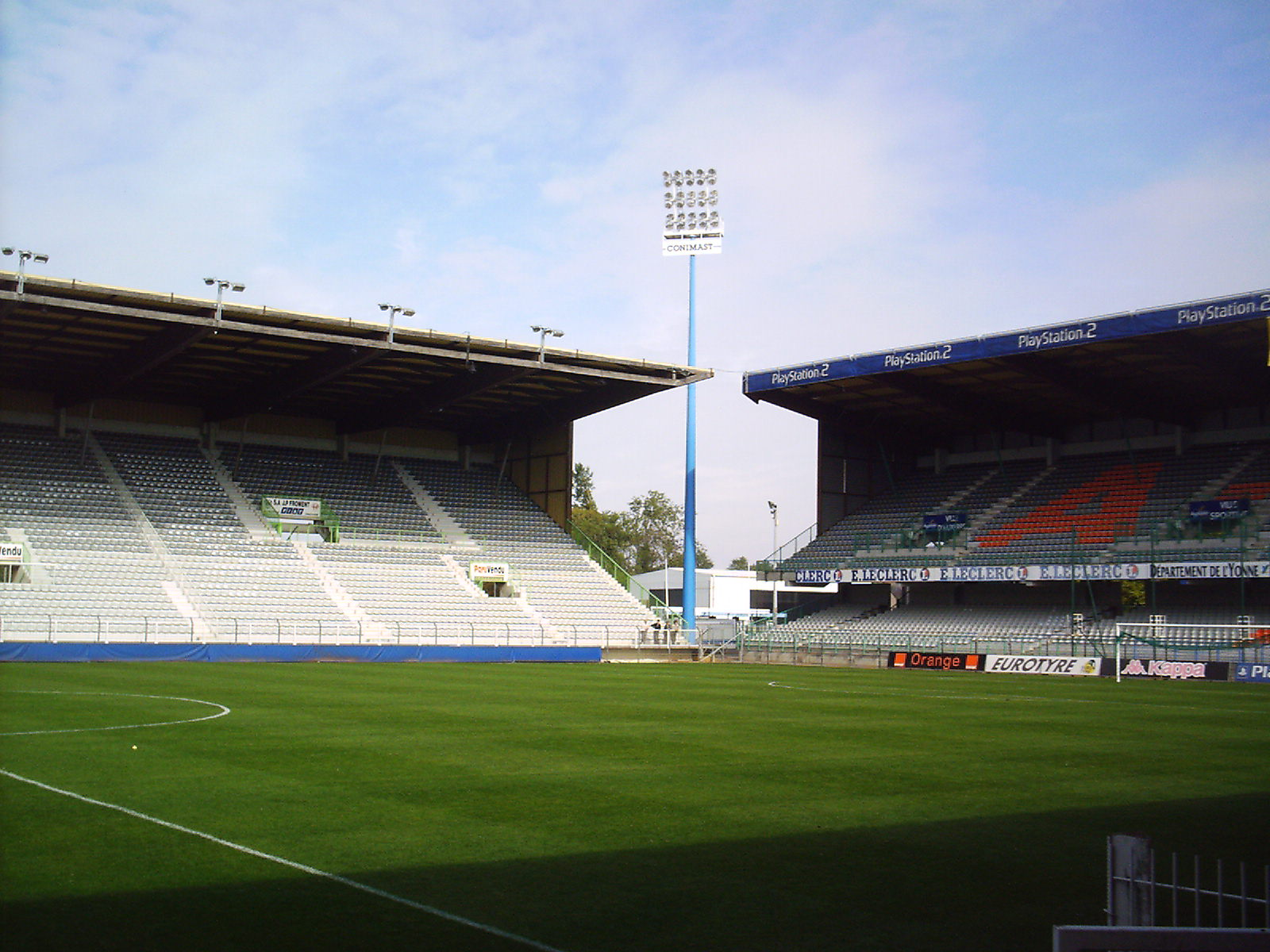
Stade de l'abbé Deschamps, en 2008.

Sur le point d'acquérir une étude notariale, il abandonne son projet à la mort de son père en 1896 pour entrer au grand séminaire de Sens. Ordonné prêtre le 24 juin 1900, il est nommé vicaire à la cathédrale Saint-Étienne d'Auxerre et directeur du patronage paroissial Saint-Joseph. En décembre 1905, afin d'anticiper l'effet des mesures anticléricales, il le transforme en Association de la jeunesse auxerroise (AJA) qu'il déclare aussitôt en préfecture et affilie à la Fédération gymnastique et sportive des patronages de France (FGSPF).
Pour répondre à l'hostilité déclarée de la municipalité son premier souci est de développer les activités : la gymnastique et la fanfare, mais aussi l'escrime, l'athlétisme, la boxe française, les boules, le ping-pong, le scoutisme, la préparation militaire, la colonie de vacances du Bon Air à Saint-Martin-sur-Armançon (Yonne) et surtout le football. Les séances récréatives, les cercles d'études, les déplacements et randonnées complètent la vie du patronage qui inclut messes, vêpres et confessions. Le maire d'Auxerre, M. Surugue, finit par s'incliner en disant aux militants laïcs en quête de subventions : « je peux bien vous donner de l'argent mais ce que je ne peux vous donner, c'est un abbé Deschamps ». 
En 1905, l'AJA joue d’abord sur un terrain de la route de Vaux puis sur celui des « Ocreries » près du pont de la Tournelle. En 1912, l’abbé achète une dizaine de parcelles le long de l'Yonne dans la plaine de Preuilly et commence à y aménager un stade avec des bénévoles. En 1914, il est nommé par l'évêque aumônier de l'hôpital militaire de l'Hôtel-Dieu alors que ses jeunes se distinguent sous les drapeaux. Cinquante-deux reviennent sous-officiers et trente officiers, totalisant 84 décorations mais 57 n'en reviennent pas. Jusqu'à son décès, l'abbé célèbre pour eux la messe du 11 novembre.

### Archiprêtre

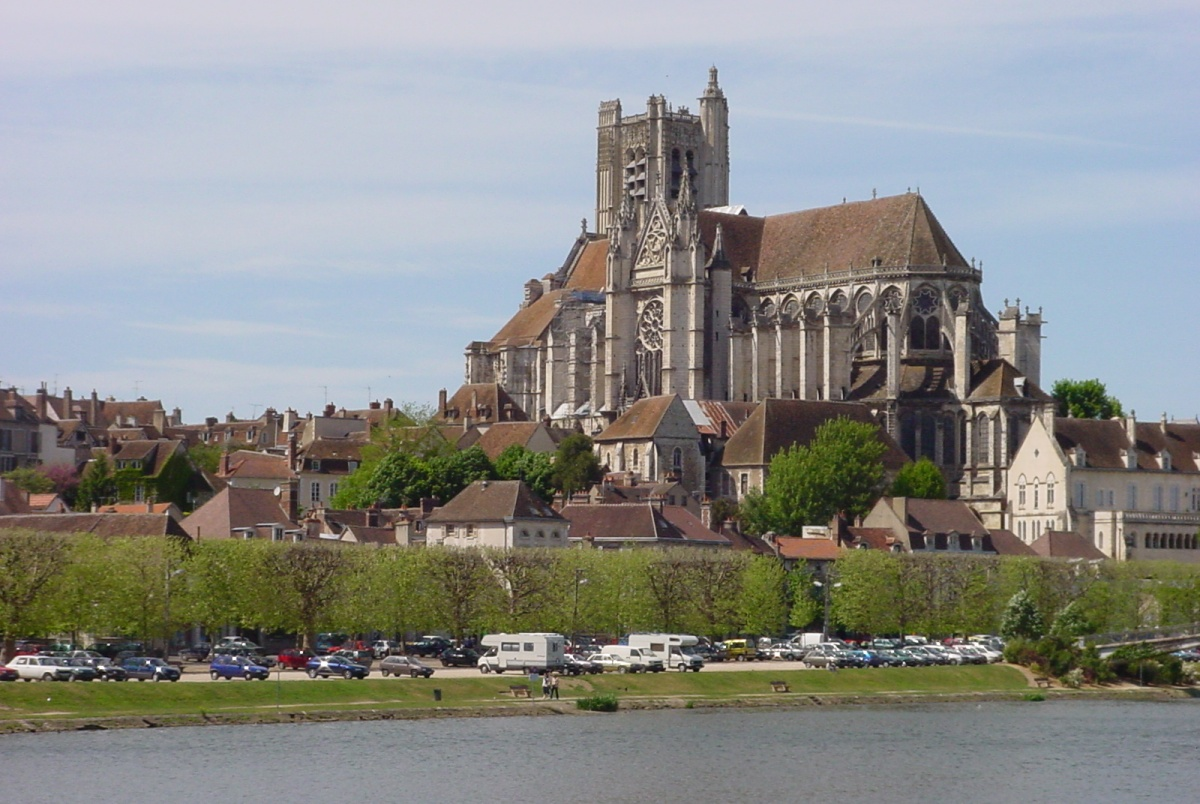
La cathédrale d'Auxerre.

Le 13 octobre 1918, le stade de la route de Vaux est inauguré sur l’un de ces terrains. Nommé chanoine honoraire de la cathédrale le 24 décembre 1925, l'abbé développe dans l'entre-deux-guerres une seconde colonie de vacances à Saint-Étienne-de-Cuines en Savoie. Il poursuit également les travaux du stade et en 1930 l’évêque d’Auxerre bénit la première tribune de 150 places. Il crée aussi le bulletin du patronage, La grappe et l'utilise pour lancer l'emprunt nécessaire à la construction de la salle de spectacle qui voit le jour en 1933. L'année suivante l'abbé est nommé archiprêtre de la cathédrale le 4 avril et doit céder provisoirement la place à la tête de l'AJA car son successeur étant mobilisé en 1940, il estime nécessaire de revenir aux affaires pendant l'Occupation. Le 25 janvier 1946, le chanoine Deschamps est élevé au titre de prélat de sa Sainteté. L'année suivante il investit dans une troisième colonie de vacances à Peisey-Nancroix en Tarentaise. Mgr Deschamps, affaibli par plusieurs accidents cardiaques, meurt le 1er décembre 1949 à 81 ans. Plus de 10 000 personnes assistent à ses obsèques. Il est inhumé dans la cathédrale d'Auxerre.

## Notoriété

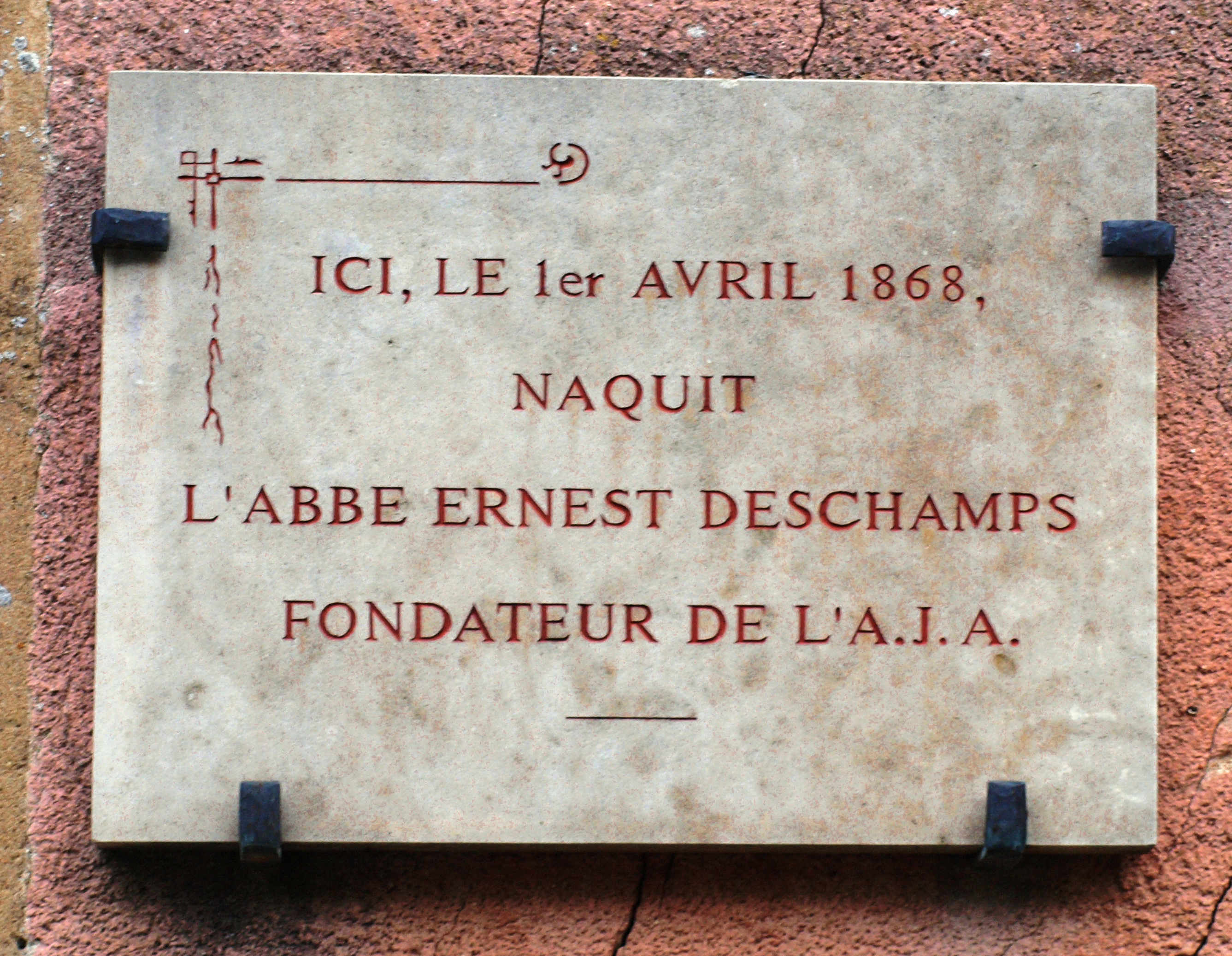
Plaque sur la maison natale de l'abbé Deschamps à Villiers-sur-Tholon.

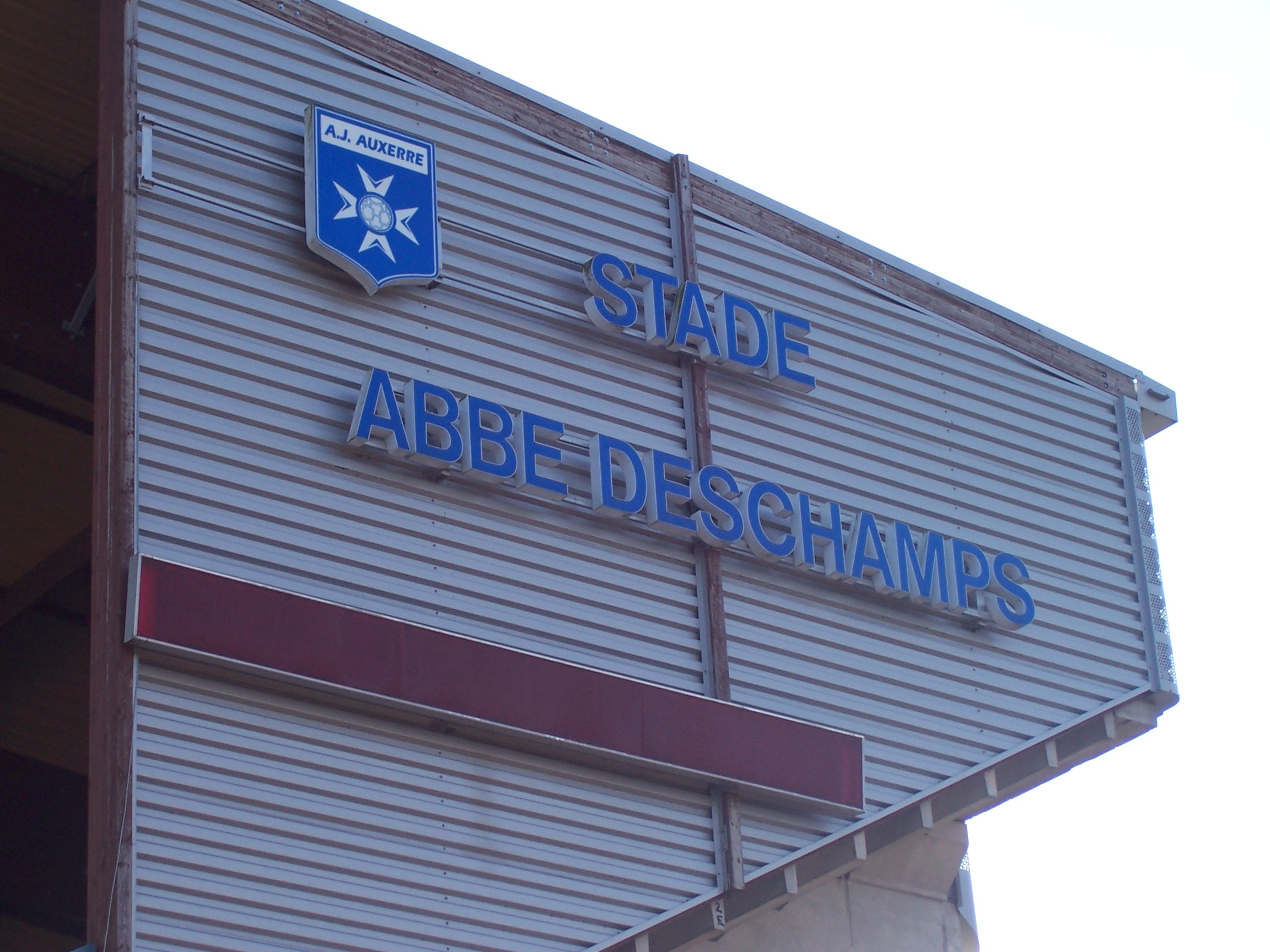
Stade Abbé-Deschamps.

Le 31 juillet 1948 il est nommé protonotaire apostolique et reçoit le 3 avril de l'année suivante la croix de la Légion d'honneur des mains du président Vincent Auriol. 
Le stade de l'AJA porte son nom.

### Autres références
1. ↑  Bruno Dumons, « Football et catholicisme en France de 1870 à nos jours », Football(s). Histoire, culture, économie, société, no 5,‎ 14 décembre 2024, p. 23–34 (ISSN 2968-0115 et 2967-0837, DOI 10.58335/football-s.743, lire en ligne, consulté le 24 janvier 2025)
2. 1 2 3  Claude Piard 2009, p. 15.
3. 1 2  Pierre Wolf-Mandroux, « L'abbé Deschamps, le sport pour édifier l'âme », La Croix,‎ 11 août 2016, p. 24.